# Egipt na Mistrzostwach Świata w Lekkoatletyce 2013
Egipt na Mistrzostwach Świata w Lekkoatletyce 2013 – reprezentacja Egiptu podczas mistrzostw świata w Moskwie liczyła 4 zawodników.

## Występy reprezentantów Egiptu

### Mężczyźni

#### Konkurencje biegowe
| Konkurencja   | Zawodnik       | Eliminacje | Eliminacje | Półfinał | Półfinał | Finał    | Finał   |
| Konkurencja   | Zawodnik       | Rezultat   | Pozycja    | Rezultat | Pozycja  | Rezultat | Pozycja |
| ------------- | -------------- | ---------- | ---------- | -------- | -------- | -------- | ------- |
| Bieg na 800 m | Hamada Mohamed | 1:47,96    | 32.        | NQ       | NQ       | NQ       | NQ      |

#### Konkurencje techniczne
| Konkurencja    | Zawodnik                     | Eliminacje | Eliminacje | Finał    | Finał   |
| Konkurencja    | Zawodnik                     | Rezultat   | Pozycja    | Rezultat | Pozycja |
| -------------- | ---------------------------- | ---------- | ---------- | -------- | ------- |
| Rzut oszczepem | Ihab Abd ar-Rahman as-Sajjid | 83,62 (NR) | 2. Q       | 80,94    | 8.      |
| Rzut młotem    | Hassan Mohamed Mahmoud       | 71,88      | 22.        | NQ       | NQ      |

### Kobiety
| Konkurencja        | Zawodniczka               | Eliminacje | Eliminacje | Półfinał | Półfinał | Finał    | Finał   |
| Konkurencja        | Zawodniczka               | Rezultat   | Pozycja    | Rezultat | Pozycja  | Rezultat | Pozycja |
| ------------------ | ------------------------- | ---------- | ---------- | -------- | -------- | -------- | ------- |
| 100 m przez płotki | Salma Emam Abou El-Hassan | 14,38 (SB) | 36.        | NQ       | NQ       | NQ       | NQ      |